# شارلوت هنري
شارلوت هنري (بالإنجليزية: Charlotte Henry)‏ هي ممثلة أمريكية، ولدت في 3 مارس 1914 ببروكلين في الولايات المتحدة، وتوفيت في 11 أبريل 1980 في الولايات المتحدة بسبب سرطان.

## وصلات خارجية
- شارلوت هنري على موقع IMDb (الإنجليزية)
- شارلوت هنري على موقع قاعدة بيانات برودواي على الإنترنت (الإنجليزية)
- شارلوت هنري على موقع قاعدة بيانات الفيلم (الإنجليزية)